# تاکنوری گومی
تاکنوری گومی (انگلیسی: Takanori Gomi؛ زادهٔ ۲۲ سپتامبر ۱۹۷۸) ورزشکار هنرهای رزمی ترکیبی و کشتی‌گیر اهل ژاپن است.